# Mimosciadella fuscosignata
Mimosciadella fuscosignata là một loài bọ cánh cứng trong họ Cerambycidae.